# 北部湾卫矛
北部湾卫矛（学名：Euonymus tonkinensis）是卫矛科卫矛属的植物。分布在老挝、越南、柬埔寨以及中国大陆的广西、海南、广东等地，多生长于山间路旁、山坡水边向阳处以及灌木丛中，目前尚未由人工引种栽培。
种加名 tonkinensis 意为越南“东京的”, 即北部湾。